# Iglesia católica en Guatemala

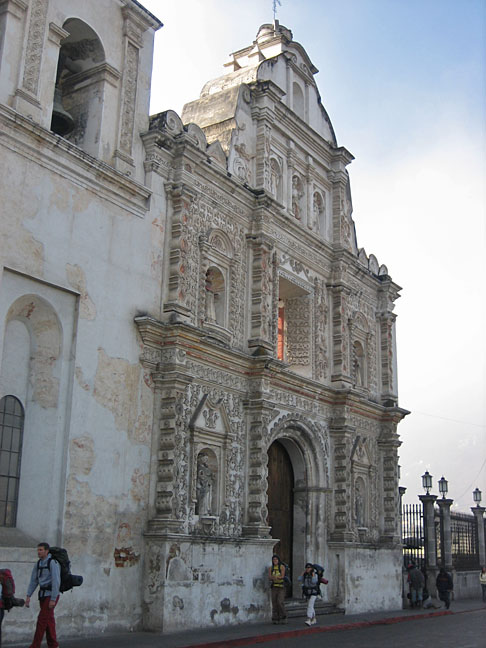
La catedral de Quetzaltenango

La Iglesia católica está presente en Guatemala, donde es la confesión más seguida por el 46% de la población.

## Organización eclesiástica
La Iglesia católica está presente en el territorio con 2 sedes metropolitanas, 11 diócesis sufragáneas, 2 vicariatos apostólicos y 1 prelatura territorial:
- Arquidiócesis de Santiago de Guatemala
  - Diócesis de Escuintla
  - Diócesis de Jalapa
  - Diócesis de San Francisco de Asís de Jutiapa
  - Diócesis de Santa Rosa de Lima
  - Diócesis de Verapaz
  - Diócesis de Zacapa
  - Prelatura del Santo Cristo de Esquipulas
- Arquidiócesis de Los Altos Quetzaltenango-Totonicapán
  - Diócesis de Huehuetenango
  - Diócesis de Quiché
  - Diócesis de San Marcos
  - Diócesis de Sololá-Chimaltenango
  - Diócesis de Suchitepéquez-Retalhuleu
- Vicariato apostólico de Izabal
- Vicariato apostólico de El Petén

## Nunciatura apostólica
La Santa Sede y Guatemala establecieron relaciones diplomáticas en 1869 con la institución de una delegación apostólica. La Nunciatura apostólica por su parte fue instituida el 15 de marzo de 1936 con el breve A munus Nobis de papa Pio XI.
Desde el año 2013 el nuncio apostólico es Nicolas Henry Marie Denis Thevenin, arzobispo titular de Eclano.

### Delegados apostólicos
- Serafino Vannutelli † (23 de julio de 1869 - 10 de septiembre de 1875 nombrado nuncio apostólico en Bélgica)
- Mario Mocenni † (14 de agosto de 1877 - 28 de marzo de 1882 nombrado internuncio apostólico en Brasil)
- Carlo Chiarlo † (28 de enero de 1932 - 30 de septiembre de 1933 renunció)
- Albert Levame † (21 de diciembre de 1933 - 15 de marzo de 1936 nombrado nuncio apostólico)

### Nuncios Apostólicos
- Albert Levame † (15 de marzo de 1936 - 12 de noviembre de 1939 nombrado nuncio apostólico en Uruguay)
- Giuseppe Beltrami † (20 de febrero de 1940 - 15 de noviembre de 1945 nombrado nuncio apostólico en Colombia)
- Giovanni Maria Emilio Castellani, O.F.M. † (18 de diciembre de 1945 - 23 de agosto de 1951 nombrado officiale de la Segreteria de Estado de la Santa Sede)
- Gennaro Verolino † (5 de septiembre de 1951 - 25 de febrero de 1957 nombrado nuncio apostólico en Cuesta Rica)
- Giuseppe Paupini † (25 de febrero de 1957 - 23 de mayo de 1959 nombrado nuncio apostólico en Colombia)
- Ambrogio Marchioni † (1.º julio de 1959 - 1.º septiembre de 1964 nombrado officiale de la Segreteria de Estado de la Santa Sede)
- Bruno Torpigliani † (1.º septiembre de 1964 - 3 de agosto de 1968 nombrado nuncio apostólico en la República Democrática de Congo)
- Girolamo Prisión † (27 de agosto de 1968 - 2 de octubre de 1973 nombrado delegado apostólico en Ghana y Nigeria)
- Emanuele Gerada † (8 de noviembre de 1973 - 15 de octubre de 1980 nombrado pro-nuncio apostólico en Pakistán)
- Oriano Quilici † (26 de junio de 1981 - 11 de julio de 1990 nombrado nuncio apostólico en Venezuela)
- Giovanni Battista Morandini (12 de septiembre de 1990 - 23 de abril de 1997 nombrado nuncio apostólico en Corea)
- Ramiro Moliner Inglés (10 de mayo de 1997 - 17 de enero de 2004 nombrado nuncio apostólico en Etiopía y Gibuti y delegado apostólico en Somalia)
- Bruno Musarò (10 de febrero de 2004 - 5 de enero de 2009 nombrado nuncio apostólico en Perú)
- Paul Richard Gallagher (19 de febrero de 2009 - 11 de diciembre de 2012 nombrado nuncio apostólico en Australia)
- Nicolas Henry Marie Denis Thevenin, (5 de enero de 2013 - 4 de noviembre de 2019 nombrado nuncio apostólico en Egipto y delegado apostólico en la Liga Árabe)
- Francisco Montecillo Padilla, desde el 17 de abril de 2020

## Conferencia episcopal
El episcopado guatemalteco constituye la Conferencia Episcopal de Guatemala (CEG). Esta es miembro del Consejo Episcopal Latinoamericano (CELAM) y del Secretariado Episcopal de América Central (SEDAC).
El actual presidente es Rodolfo Valenzuela Núñez, obispo de Verapaz.

### Lista de los Presidentes de la Conferencia episcopal
- Arzobispo Mariano Rossell y Arellano (1958-1963)
- Cardenal Mario Casariego, C.R.S. (1965-1970)
- Obispo Humberto Lara Mejía, C.M. (1970 - 1972)
- Obispo Juan José Gerardi Conedera (1972 - 1978)
- Obispo Angélico Melotto Mazzardo, O.F.M. (1978-1980)
- Obispo Juan José Gerardi Conedera (1980 - 1982)
- Arzobispo Próspero Penados del Barrio (1982 - 1986)
- Obispo Víctor Hugo Martínez Contreras (1986 - 1988)
- Obispo Rodolfo Quezada Toruño (1988-1992)
- Obispo Gerardo Humberto Flores Reyes (1992 - 1994)
- Obispo Jorge Mario Ávila del Águila, C.M. (1994 - 1998)
- Arzobispo Víctor Hugo Martínez Contreras (1998-2002)
- Cardenal Rodolfo Quezada Toruño (2002 - 2006)
- Obispo Álvaro Leonel Ramazzini Imeri (2006 - enero de 2008)
- Obispo Pablo Vizcaíno Prado (enero de 2008 - marzo de 2012)
- Obispo Rodolfo Valenzuela Núñez (marzo de 2012 - enero de 2017)
- Obispo (posterior Arzobispo) Gonzalo de Villa y Vásquez (enero de 2017 - enero de 2023)
- Obispo Rodolfo Valenzuela Núñez desde enero de 2023

### Lista de los Vicepresidentes de la Conferencia episcopal
- Arzobispo Mario Alberto Molina Palma, O.A.R., (2012 - 2017)

### Lista de los Secretarios generales de la Conferencia episcopal
- Obispo Domingo Buezo Leiva, (2012 - 2017)